# 일본의 사이버펑크
일본의 사이버펑크는 일본에서 제작된 사이버펑크 매체들을 가리킨다. 일본의 사이버펑크 매체로는 크게 사이버펑크 실사영화와, 사이버펑크 만화 및 애니메이션을 들 수 있다.
일본의 사이버펑크 영화는 1980년대부터 일본에서 제작되기 시작한 언더그라운드 영화의 하위 장르를 가리킨다. '높은 기술수준, 낮은 생활수준'을 다루는 서구 영화의 사이버펑크와 유사한 점을 가지면서도, 산업과 기계에 대한 이미지의 표현과 복잡한 서사를 특징으로 한다. 일본의 사이버펑크 영화의 주요 감독들으로는 츠카모토 신야, 후쿠이 쇼진(福居ショウジン), 이시이 소고(石井聰亙) 등이 있다. 일본의 사이버펑크 영화는 1970년대 일본의 록 음악에서 출발한 펑크 하위문화에 기반하며, 1970년대 말부터 1980년대 초까지 이시이 소고가 펑크 영화를 통해 일본의 영화 산업에 일본의 사이버펑크 영화의 기반을 닦았다.
일본의 사이버펑크 만화 및 애니메이션은 오오토모 카츠히로의 만화 아키라와 함께 시작되어, 그가 감독한 1988년 극장판을 통해 유명해졌다. 아키라가 일본의 사이버펑크 물결을 이끌면서, 공각기동대, 총몽, Serial experiments lain 등의 만화 밎 애니메이션 작품들이 등장했다. 사이버펑크 만화 및 애니메이션은 세계적으로 대중문화에 영향력을 행사하면서 수많은 애니메이션, 만화, 영화, 음악, 비디오 게임 등에 영감을 주고 있다.

## 특징
1980년대의 사이버펑크 작품들에서는 일본의 경제적, 기술적 상황을 자주 주제로 다루었다. 사이버펑크는 주로 인공적인 도시 경관을 배경으로 하며, "희미해지는 도시의 불빛"은 윌리엄 깁슨에 의해 가상 공간과 가상 현실에 대한 은유로 사용되었다. 윌리엄 깁슨은 그의 미래적 시각 중 여러 가지가 현실화되는 것을 보기 위해 일본을 자주 방문한다면서 이렇게 언급했다.

현대 일본은 그 자체로 사이버펑크였다. 일본인들은 스스로 그것을 알고 기뻐했다. 나는 시부야에 대한 내 첫인상을 기억한다. 도쿄의 젊은 기자 한 사람이 나를 데려갔다. 그의 얼굴은 수많은 매체들—높은 곳에서 움직이는 광고 정보들—이 비추는 햇빛에 젖었다. 그는 말했다. "보이세요? 보이세요? 이곳이 블레이드 러너 마을입니다." 그랬다. 확실히 그랬다.

홍콩의 도시 경관은 일본의 사이버펑크 작품들 여럿의 도시 배경, 분위기, 설정에 큰 영향을 주었다. 공각기동대 극장판의 거리 풍경은 홍콩에 기반을 두었다. 공각기동대 극장판의 오시이 마모루 감독은 홍콩의 혼란스러운 거리에 "오래된 것과 새로운 것이 혼재되어있어" 영화의 주제에 잘 맞는다고 언급했다. 홍콩의 구룡채성은 특히 무질서한 도시화와 도시계획의 붕괴로 인해 일본의 사이버펑크 경관들에 영감을 주었다.

## 일본의 사이버펑크 영화
일본의 사이버펑크 영화에서는 주인공 등의 등장인물이 기괴하고 이해할 수 없는 변형을 겪는 장면이 주로 등장한다. 일본의 사이버펑크 영화들 중 많은 수가 실험 영화에 속한다. 등장인물과 줄거리에 관련되기도 하고 관련없기도 한 추상적이거나 시각적인 장면들이 등장한다. 변형, 기술, 탈인간화, 억압, 성적 일탈 등이 자주 주제로 등장한다.
뉴 웨이브 문학에 기원을 둔 서구의 사이버펑크와 달리, 일본의 사이버펑크는 언더그라운드 음악, 특히 1970년대 일본의 록 음악에서 출발한 펑크 하위문화에 기반한다. 이시이 소고 감독은 펑크와 관련된 반항과 무질서를 다룬 펑크 영화를 통해 일본의 영화 산업에 일본의 사이버펑크 영화의 기반을 닦았고, 언더그라운드 영화계에서 큰 영향력을 행사했다.

## 일본의 사이버펑크 만화 및 애니메이션
일본의 사이버펑크 만화 및 애니메이션은 오오토모 카츠히로의 만화 아키라와 함께 시작되어, 그가 감독한 1988년 극장판을 통해 유명해졌다. 아키라가 일본의 사이버펑크 물결을 이끌면서, 공각기동대, 총몽, 카우보이 비밥, Serial experiments lain 등의 만화 밎 애니메이션 작품들이 등장했다.
일본의 만화 및 애니메이션에서는 사이버펑크 주제가 광범위하게 등장한다. 10대뿐 아니라 많은 사람들이 코스프레를 하는 일본에서 사이버펑크는 광범위한 영향력을 가지고 받아들여진다. 일본의 사이버펑크 만화 및 애니메이션은 미래적 시각의 여러 요소들을 서구의 SF와 공유하기 때문에 일본 국외에서도 광범위한 인기를 누린다.

### 작품 목록
- 아키라 만화판 (1982년)
- 아키라 극장판 (1988년)
- 애플시드 (1985년)
- 버블검 크라이시스 (1987년)
- 공각기동대 (1989년)
- 총몽 (1990년)
- 신세기 에반게리온 (1995년)
- 블레임 (1997년)
- Serial experiments lain (1998년)
- 파프리카 (2006년)
- PSYCHO-PASS (2012년)
- 아쿠다마 드라이브 (2020년)
- 사이버펑크: 엣지러너 (2022년)

### 영향력
만화 아키라와 1988년 극장판은 수많은 만화, 애니메이션, 영화, 음악, 비디오 게임들에 영향을 주었다. 아키라는 매트릭스, 다크 시티, 크로니클, 루퍼, 미드나잇 스페셜, 인셉션 등 미국의 영화, 기묘한 이야기 등 미국의 드라마, 메탈 기어, 하프라이프, 리멤버 미 등 비디오 게임에 큰 영향을 주었다고 언급되고있다. 아키라는 스타워즈 프랜차이즈의 클론 전쟁 시리즈 등에 영향을 주었다고도 언급된다. 아키라는 카니예 웨스트, 루페 피아스코 등 여러 음악가들의 작품들에도 영향을 주었다.
공각기동대는 여러 저명한 영화감독들에게 영향을 주었다. 매트릭스를 감독한 더 워쇼스키스는 프로듀서 조엘 실버에게 "이걸 실사로 해보고 싶다"면서 공각기동대 극장판을 보여주었다. 매트릭스는 공각기동대 극장판에서 여러 착상들을 가져왔다. 공각기동대는 아바타, A.I., 써로게이트 등의 영화에 영향을 주었다. 제임스 카메론 감독은 아바타에 대한 공각기동대의 영향력에 대해 언급했다. 공각기동대는 메탈 기어, 데이어스 엑스, 사이버펑크 2077 등의 비디오 게임에도 영향을 주었다.
총몽은 제임스 카메론 감독에게 큰 영향을 주어, 그가 2000년부터 영화화를 준비하게 했다. 총몽은 그의 드라마 다크 엔젤에 영향을 주었고, 이후 그는 실사영화 알리타: 배틀 엔젤의 감독이 되었다.

## 같이 보기
- 사이버펑크
- 사이버펑크 파생물